# 高石市立高石小学校
高石市立高石小学校（たかいししりつ たかいししょうがっこう）は、大阪府高石市にある公立小学校。

## 著名な出身者
- 川淵三郎 - 日本の元サッカー選手・元日本代表監督・Jリーグ初代チェアマン・第10代日本サッカー協会会長
- 水落暢明 - 元プロ野球選手
- 畑中政昭 - 高石市長

## 交通
- 南海本線 高石駅から徒歩3分